# Eulagisca gigantea
Eulagisca gigantea är en ringmaskart som beskrevs av Monro 1939. Eulagisca gigantea ingår i släktet Eulagisca och familjen Polynoidae. Inga underarter finns listade i Catalogue of Life.
- Wikimedia Commons har media som rör Eulagisca gigantea.